# Duomo di Stilo
Il duomo di Stilo, o chiesa matrice, è un edificio religioso di stile tardo-barocco del XVI secolo che si trova a Stilo, in provincia di Reggio Calabria.
La costruzione come duomo avvenne tra il XII e il XIV secolo.

## Storia
Viene menzionata per la prima volta nel 1094 come ecclesia episcopi, dal latino "chiesa episcopale", e quindi forse potrebbe essere stata un'antica sede vescovile. Grazie ai recenti scavi archeologici del 2000 e allo studio degli elementi architettonici della struttura, si pensa che sia stata edificata sopra una piccola chiesa bizantina, a sua volta edificata su una chiesa paleo-cristiana.

## Descrizione
Il portale ogivale in pietra calcarea di stile-romanico-gotico è del XII secolo. Alla destra del portale c'è una scultura in pietra di due uccelli stilizzati che si pensa siano o di fattura normanna o di fattura bizantina, mentre alla sinistra sono attaccati alla parete due piedi in marmo provenienti da una statua romana.
L'interno, in stile barocco, conserva la Madonna di Ognissanti (1618-1619), capolavoro di Battistello Caracciolo.

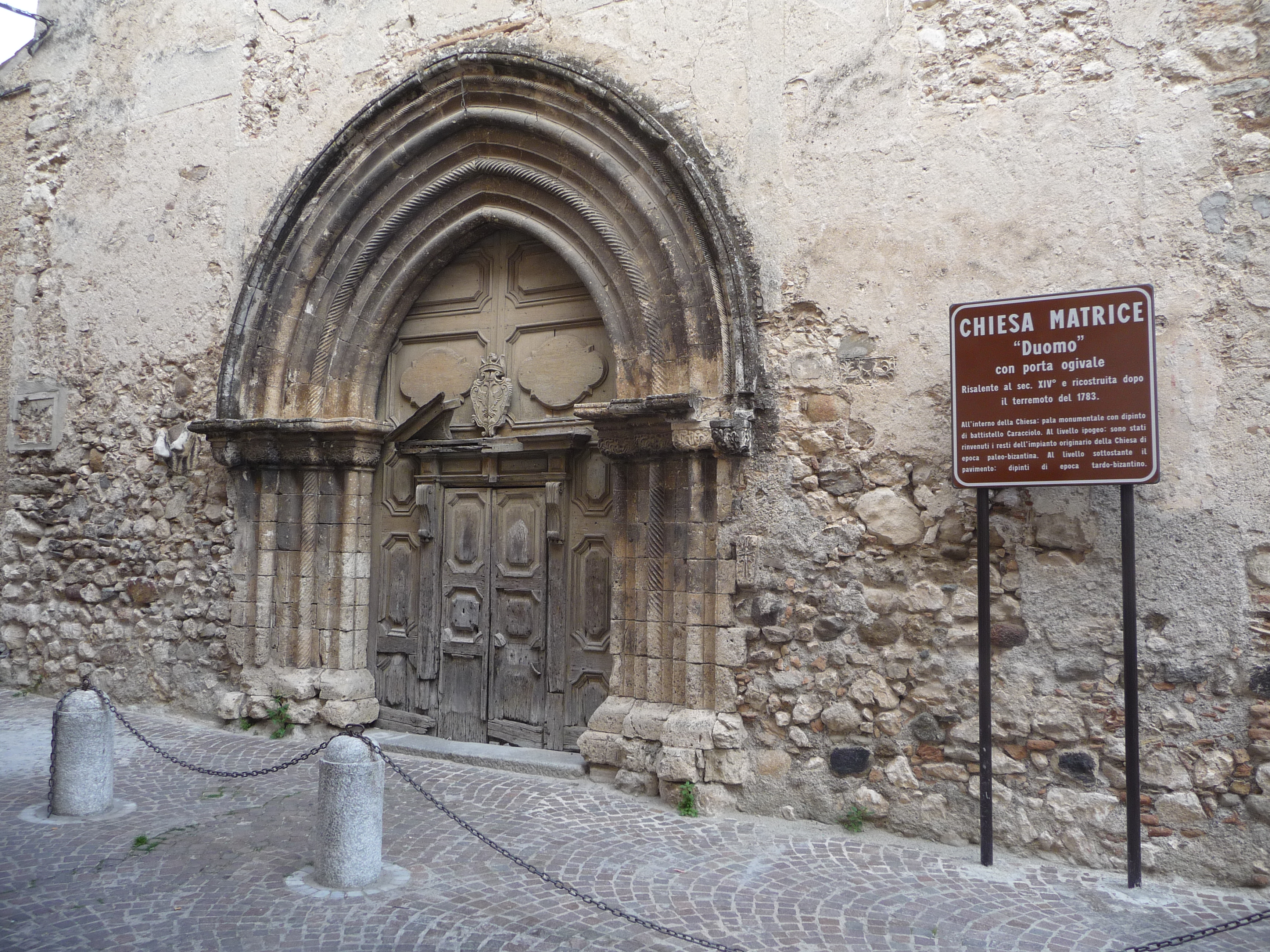
Portale gotico
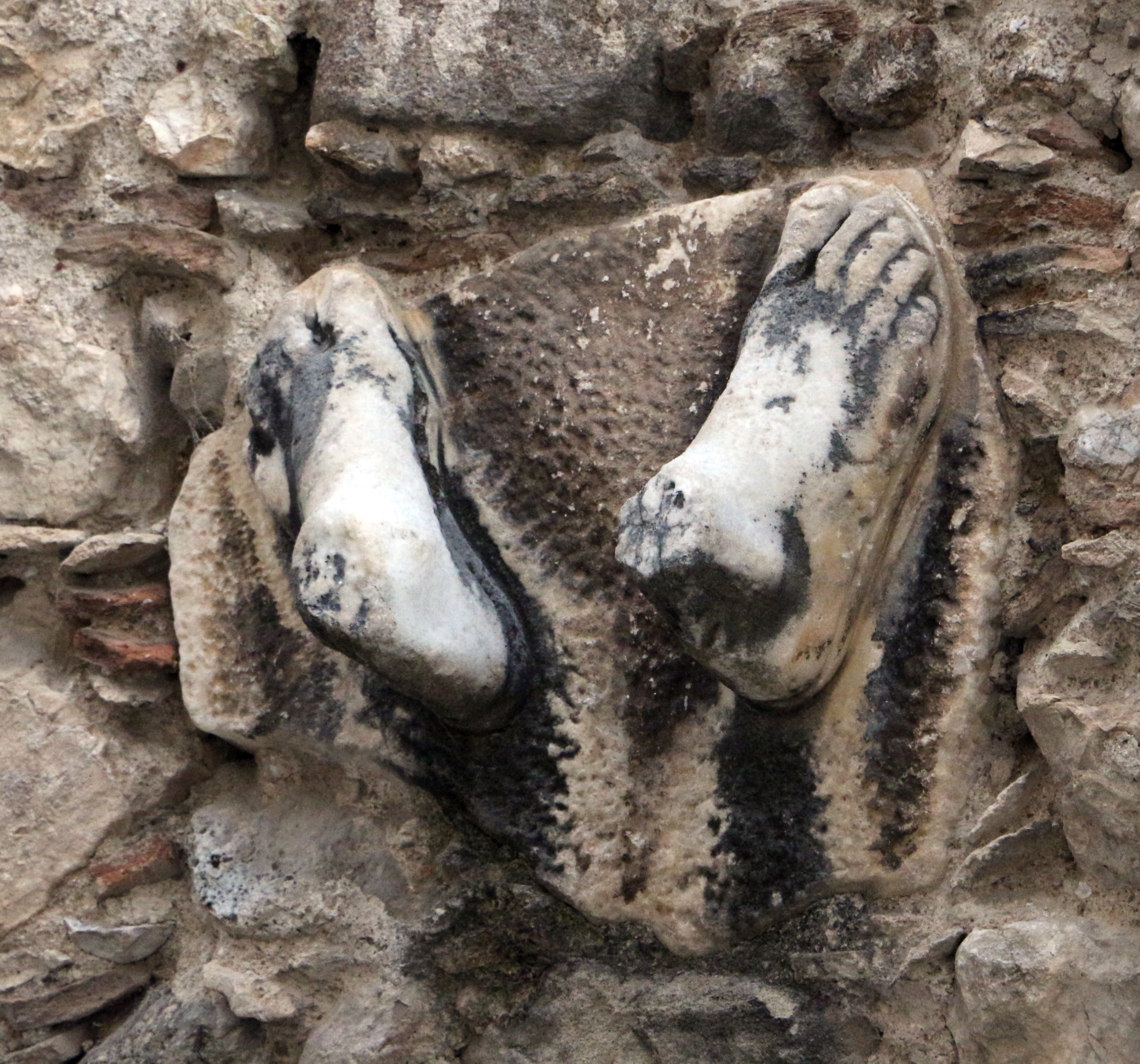
Base coi piedi di una statua forse romana murata all'esterno
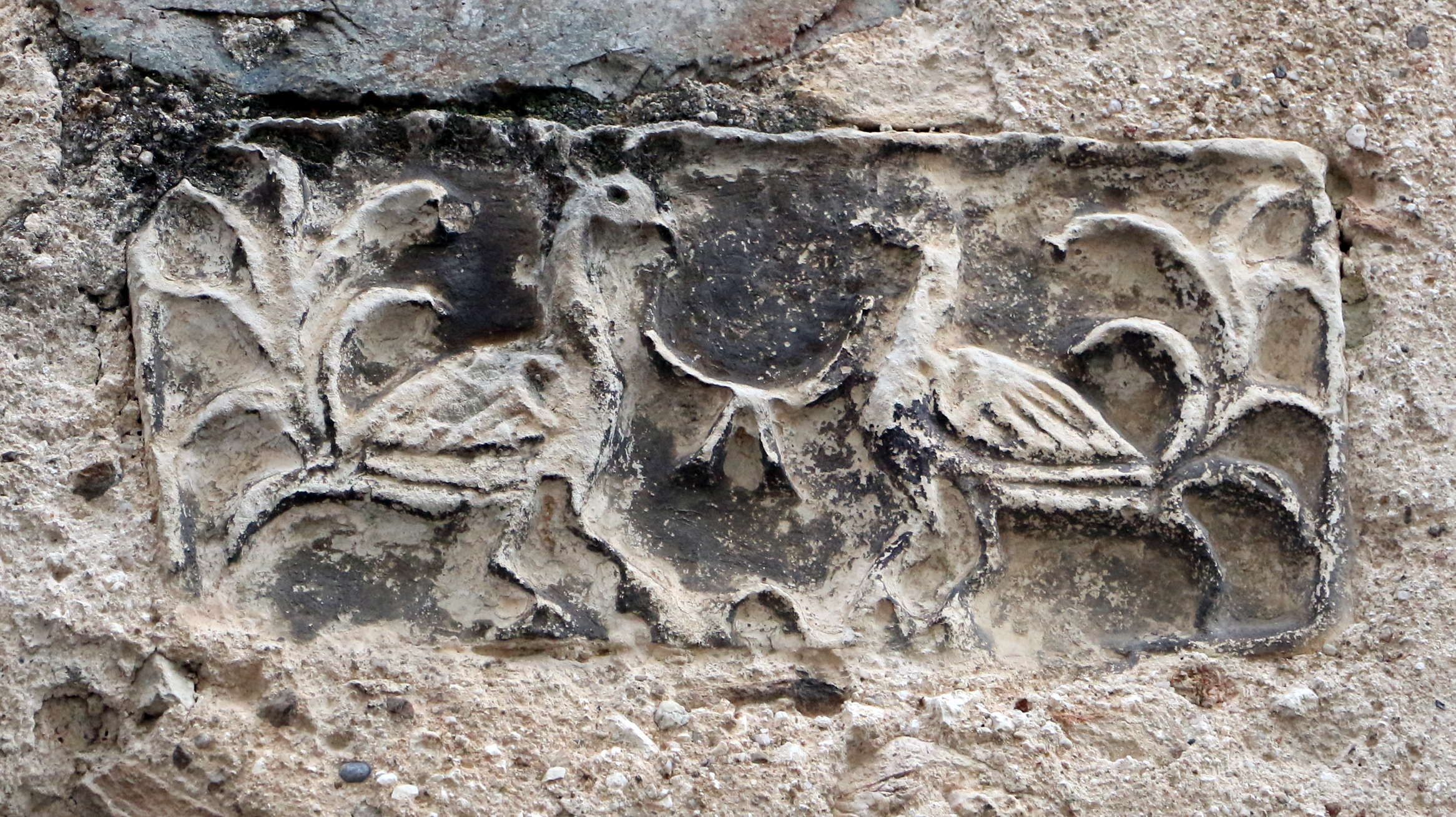
Frammento con uccelli affrontati di tipo bizantino
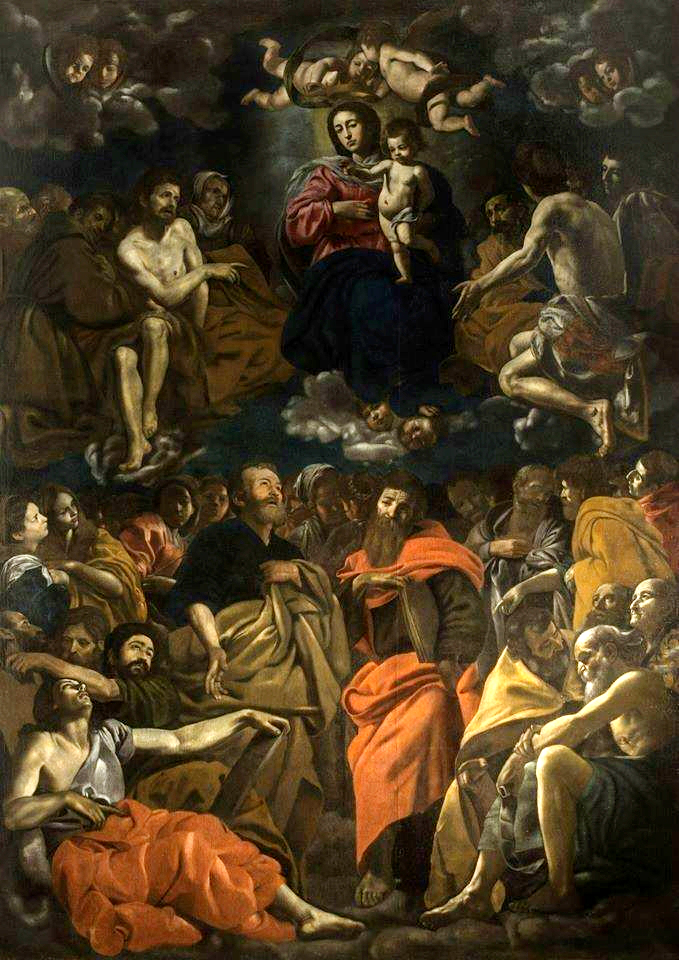
Madonna di Ognissanti del Caracciolo